# Hother Hage
Pour les articles homonymes, voir Hage (homonymie).
Edvard Philip Hother Hage, né le 9 janvier 1816 à Stege et mort à Møn le 9 février 1873, est un homme politique et juriste danois.

## Biographie
Hother Hage est le fils de Christopher Friedenreich Hage et d'Arnette Christiane Just et ainsi membre de l'une des principales familles libérales danoises de l'époque. En tant que journaliste, Hage contribue régulièrement aux journaux libéraux Fædrelandet et Dansk Folketidende.
Économiquement, il est un défenseur ardent du libre commerce et politiquement, il se réclame de la tendance libérale modérée. Alexis de Tocqueville est son modèle. Avec ses frères Johannes Dam Hage et Alfred Hage, ainsi que ses neveux Orla Lehmann et Carl Ploug, il est l'un des acteurs-clé de la démocratisation à l'époque du Danemark. Il joue son rôle politique principal en tant que membre des États généraux de Roskilde en avril et mai 1848 lors de l'adoption de la loi en vue de l'élection de l'Assemblée constituante danoise, dont il est l'un des membres désignés par le Roi. Ceci lui permet de contribuer de manière décisive à l'adoption de la nouvelle Constitution le 5 juin 1849, laquelle établit un parlement bicaméral avec une chambre basse directement élue au suffrage universel et une chambre haute élue indirectement. Hother Hage est élu plusieurs fois au Folketing. Il refuse cependant le poste de Ministre de la Justice quand Ditlev Gothard Monrad lui propose en 1863.
Hother Hage était ami et admirateur de Søren Kierkegaard.
En 1853, il achète le manoir de Marielyst à Stege, qu'il rebaptise Nybøllegaard et qu'il fait reconstruire en 1854 par l'architecte Michael Gottlieb Bindesbøll.

## Iconographie
Hother Hage est un des principaux personnages du tableau au musée de Frederiksborg intitulé  l'Assemblée nationale constituante peint par Constantin Hansen.